# Nagycsécs
Nagycsécs is een plaats (község) en gemeente in het Hongaarse comitaat Borsod-Abaúj-Zemplén. Nagycsécs telt 910 inwoners (2001).